# Two of Hearts
Singles de Stacey Q
We Connect
(1986)
Two of Hearts est une chanson sortie en 1986 de la chanteuse américaine Stacey Q, issue de son premier album Better Than Heaven. Two of Hearts fut classé 27e du classement « The 100 Greatest One-Hit Wonders » établi par VH1.
Le titre se plaça en France à la 18e place le 28 février 1987 ainsi qu'à la 6e en Suisse, 24e en Autriche, à la 19e en Suède et à la 87e au Royaume-Uni pour l'Europe. Aux États-Unis, la chanson se classa au Hot Dance Club Songs à la 4e place le 6 septembre 1986, à la 56e au Hot R&B/Hip-Hop Songs le 4 octobre 1986 et à la 3e au Billboard Hot 100 le 11 octobre 1986. Two of Hearts atteignit également la 4e position en Nouvelle-Zélande le 19 octobre 1986.
La chanteuse norvégienne Annie reprit Two of Hearts et sortit la chanson en tant que single promotionnel le 27 octobre 2008. La chanteuse d'enka Yōko Nagayama reprit également le titre en japonais pour son album Venus.

## Liste des titres

### Singles
| A. | Two of Hearts (J. Mitchell, S. Gatlin, T. Greene) | 3:58 |
| B. | Dancing Nowhere (S. Swain, J. St. James)          | 3:43 |

| A. | Two of Hearts                               | 3:33 |
| B. | Shy Girl (S. Swain, Jon St. James, S. Hahn) | 3:43 |

### Remix
| A.  | Two of Hearts (Vocal / European Dance Mix) | 6:00 |
| B1. | Two of Hearts (Instrumental)               | 4:39 |
| B2. | Two of Hearts (Vocal / Radio Edit)         | 3:58 |
| B3. | Stacey's Dream (A Capella)                 | 2:32 |

| A1. | Two of Hearts (House Groove)                    | 5:34 |
| A2. | Two of Hearts (Soprano Mix)                     | 5:46 |
| B1. | Two of Hearts (Moist Mix)                       | 6:09 |
| B2. | Two of Hearts (The Monte Carlo Underground Mix) | 5:35 |